# Astragalus ekicii
Astragalus ekicii är en ärtväxtart som beskrevs av Hayri Duman och Akan. Astragalus ekicii ingår i släktet vedlar, och familjen ärtväxter. Inga underarter finns listade i Catalogue of Life.